# Tigil
Tigil na horním toku Velký Tigil (rusky Тигиль, Большой Тигиль) je řeka v Kamčatském kraji v Rusku. Je 300 km dlouhá. Povodí má rozlohu 17 800 km².

## Průběh toku
Pramení na Sredinném hřbetě. Ústí zprava do Tigilského limanu v zálivu Šelichova Ochotského moře.

## Vodní stav
Zdroj vody je převážně podzemní. Průměrný roční průtok vody ve vzdálenosti 50 km od ústí činí 200 m³/s. Zamrzá na konci října až v listopadu a rozmrzá v květnu.

## Využití
V řece se třou lososovité ryby.